# Печенга (газета)
Газета «Печенга» — еженедельное периодическое издание, учрежденное администрацией Печенгского района Мурманской области.
Издается с 7 ноября 1946 года. Изначально газета называлась «Советская Печенга» и была печатным органом Печенгского РК КПСС и Печенгского райисполкома.
Первым редактором стал И. А. Елистраткин. Первоначальный тираж газеты составлял 1000 экземпляров.
6 января 1994 года вышел первый номер газеты «Печенга» ― так отныне стала называться «районка», а её редактором был назначен Б. Г. Иванов. 29 апреля того же года на базе редакции газеты «Печенга» было создано муниципальное предприятие (МП) с одноимённым названием (позже было реорганизовано в МУП, а с апреля 2015 — в МБУ «АИА „Печенга“»), куда вошли редакция, радиостудия и магазин по продаже канцелярских товаров с филиалом в Заполярном. 1 августа 1994 года в состав МП вошла типография «Советская Печенга». Чуть позже появилась собственная служба распространения газеты. А в марте 1996 года была создана телестудия Печенга-ТВ (её первая передача вышла в эфир 20 апреля 1996 года).
С августа 2016 года редакция газеты «Печенга» вошла в состав МКУ «Управление по обеспечению деятельности администрации Печенгского района».
В социальной сети «ВКонтакте» действует официальное сообщество газеты — «Печенга Online» Архивная копия от 1 февраля 2020 на Wayback Machine.